# Yoon Hyun-ji
Yoon Hyun-ji (Cheorwon, 14 de fevereiro de 1994) é uma judoca sul-coreana.

## Carreira
Graduada na Escola Secundária Cheorwon Girls, Yoon é a medalhista de ouro do Campeonato Asiático-Pacífico de Judô de 2021 na categoria ‍–‍78 kg. Em 2022, Yoon conquistou a medalha de ouro em sua prova no Judo Grand Prix Almada, realizado em Almada, Portugal.
Nos Jogos Olímpicos de Verão de 2024, em Paris, conquistou a medalha de bronze na competição de equipe mista, ao lado de Huh Mi-mi, An Ba-ul, Jung Ye-rin, Kim Won-jin, Lee Hye-kyeong, Han Ju-yeop, Kim Ji-su, Lee Joon-hwan, Kim Ha-yun e Kim Min-jong.